# Матвей Ігонен
Матвей Ігонен (ест. Matvei Igonen, нар. 2 жовтня 1996, Таллінн) — естонський футболіст, воротар клубу «Флора».
Виступав, зокрема, за клуби «ФКІ Таллінн» та «Ліллестрем», а також національну збірну Естонії.

## Клубна кар'єра
У дорослому футболі дебютував 2012 року виступами за команду клубу «ФКІ Таллінн», в якій провів п'ять сезонів, взявши участь у 148 матчах чемпіонату. Більшість часу, проведеного у складі «ФКІ Таллінн», був основним голкіпером команди.
Своєю грою за цю команду привернув увагу представників тренерського штабу клубу «Ліллестрем», до складу якого приєднався 2018 року. Відіграв за команду з Ліллестрема наступний сезон своєї ігрової кар'єри.
До складу клубу «Флора» приєднався 2019 року. Станом на 12 листопада 2019 року відіграв за талліннський клуб 16 матчів в національному чемпіонаті.

## Виступи за збірні
У 2012 році дебютував у складі юнацької збірної Естонії (U-17), загалом на юнацькому рівні взяв участь у 19 іграх, пропустивши 33 голи.
У 2014 році залучався до складу молодіжної збірної Естонії. На молодіжному рівні зіграв в 11 офіційних матчах, пропустив 31 гол.
У 2017 році дебютував в офіційних матчах у складі національної збірної Естонії.
| Дата       | Місто     | Господарі | Результат | Гості   | Турнір           | Голи | Примітки |
| ---------- | --------- | --------- | --------- | ------- | ---------------- | ---- | -------- |
| 23-11-2017 | Порт-Віла | Вануату   | 0 – 1     | Естонія | товариський матч | -0   |          |
| 2-6-2018   | Рига      | Латвія    | 1 – 0     | Естонія | Baltic Cup 2018  | -1   |          |
| Усього     |           | Матчів    | 2         |         | Голів            | -1   |          |

## Титули та досягнення
- Чемпіон Естонії (3):

ФКІ Таллінн: 2016
Флора: 2019, 2020
- Володар Кубка Естонії (1):

ФКІ Таллінн: 2016-17
- Володар Суперкубка Естонії (2):

ФКІ Таллінн: 2017
Флора: 2021
- Володар Кубка Болгарії (1):

«Ботев» (Пловдив): 2023-24